# آرکون: نور و تاریکی
آرکون: نور و تاریکی (به انگلیسی: Archon: The Light and the Dark) یک بازی ویدئویی محصول شرکت «فری فال آسوشیئتز» در سال ۱۹۸۳ میلادی و یکی از پنج بازی اولیه‌ای است که توسط شرکت الکترونیک آرتز منتشر گردید. تم اصلی این بازی بسیار شبیه به شطرنج است، با این استثناء که وقتی مهره یکی از بازیبازان در خانه مهره دار حریف قرار می‌گیرد، یک نبرد به سبک بازی‌های آرکید شروع شده و پیروز آن نبرد مهره حریف را از بازی بیرون می‌اندازد.
این بازی ابتدا در سال ۱۹۸۳ برای آتاری ۸ بیت تولید شد، سپس برای اپل ۲، کمودور ۶۴، آمستراد سی پی سی، اسپکتروم، آمیگا، مکینتاش، پی سی-۸۸ و نینتندو ای اس نیز پورت گردید. نسخه‌های آی پد و آیفون این بازی در سال ۲۰۱۲ به صورت قابل دانلود در دسترس علاقه‌مندان قرار گرفت.
در سال ۱۹۸۴ ادامه‌ای برای این بازی با نام «آرکون ۲: ماهر» منتشر گردید.

## گیم پلی

اسکرین شات از نسخه کمودور ۶۴

هدف این بازی در دست گرفتن کنترل پنج مرکز قدرت مشخص شده بر روی صفحه بازی برای نابود کردن مهره‌های حریف است.
صفحه این بازی شبیه به صفحه شطرنج می‌باشد و مهره‌ها هم هرکدام دارای حرکت‌های تهاجمی مخصوصی می‌باشند. هنگامی که مهره یکی از بازیبازان مهره حریف را هدف حمله قرار می‌دهد، برخلاف شطرنج مهره هدف واقع شده اتوماتیک وار از صفحه برداشته نمی‌شود، در عوض خانه مزبور تبدیل به میدان نبرد شده و دو مهره باید نبردی را به صورت تمام صفحه آغاز نمایند (نبردها حالت اکشن داشته و توسط بازیبازها کنترل می‌شوند) تا پیروز نبرد و فاتح آن خانه از صفحه بازی مشخص شود.
معمولاً (البته نه همیشه) در مبارزه‌ها، مهره قویتر بر مهره ضعیف تر پیروز می‌شود و بعضی وقت‌ها هم هر دو مهره در پایان نبرد کشته و از بین می‌روند، همین مسئله باعث پیچیدگی‌هایی در بازی می‌شود. هر مهره دارای توانایی‌هایی در زمان مبارزه است که عبارتند از: تحرک، عمر و قدرت اسلحه. اسلحه‌های بازی هم دارای قدرت آتش، سرعت و میزان بُرد هستند، برای مثال پیاده‌نظام سریع حمله می‌کنند اما قدرت حمله‌هایشان بسیار کم و اندک می‌باشد و اسلحه‌های آنان (شمشیر یا گرز) دارای قدرت و بُرد محدودی هستند. یک اژدها به‌طور قابل ملاحظه‌ای قدرتمند و حملاتش دارای بُرد زیادی است. در حالیکه یک غول، آرام حرکت کرده اما اسلحه او که سنگ‌های بزرگ است دارای قدرت فراوان می‌باشد.
خسارت وارده به هر مهره در هنگام نبردها بستگی به خانه‌ای که در آنجا نبرد روی می‌دهد دارد، هر بازیباز برتری‌هایی در خانه‌های هم رنگ خود دارد. تعدادی از خانه‌های روی صفحه بین دو منطقه سیاه و سفید (نور و تاریکی) در نوسان هستند و زیاد ماندن مهره بازیباز در آن خانه‌ها ریسک بالایی دارد. ضمن اینکه تعدادی از «مراکز قدرت» در همین مناطق قرار دارند.
تعدادی از مهره‌ها دارای توانایی‌های مخصوصی هستند، مثلاً ققنوس می‌تواند تبدیل به یک توپ آتشین شود که همزمان باعث ضربه زدن به دشمن و ایجاد سپر دفاعی برای خود می‌شود. مهره shapeshifter توانایی تقلید از توانایی مهره حریف را دارد، مجله «میکروبیتی» یکبار به این نکته اشاره کرد که مبارزه بین فونیکس و shapeshifter کسالت بارترین مبارزه در کل بازی می‌باشد (زیرا shapeshifter قابلیت تقلید از توانایی‌های ققنوس را دارد و به همین دلیل نبرد طولانی بین این دو رقم می‌خورد که به ندرت به یکدیگر ضربه می‌زنند)
هر دو طرف مبارزه یک مهره به نام «spellcaster» دارند که به عنوان رهبر مهره‌ها فعالیت می‌کنند، رهبر نیروهای روشنایی «جادوگر» و رهبر نیروهای تاریکی «ساحره» نام دارد. «جادوگر» و «ساحره» می‌توانند ۷ جادوی مختلف ایجاد کنند. هر جادو ممکن است فقط یک بار در طول یک بازی توسط spellcasterها ایجاد شود.
هنگامی که حریف بازیباز هوش مصنوعی است، رایانه به آرامی و طوری بازی می‌کند که تا جای ممکن به پیروزی بازیباز کمک کرده باشد. هنگامی که نیروهای یک طرف کامل نابود شوند یا یک طرف بتواند همه «نقاط قدرت» در صفحه بازی را از آن خود کند، بازی به پایان می‌رسد. بعضی مواقع و به ندرت هم ممکن است یک طرف با زندانی کردن آخرین مهره باقی‌مانده طرف مقابل به پیروزی برسد. اگر هنگامی که هر دو طرف فقط یک مهره در صفحه داشته باشند و نبرد آن دو منجر به کشته شدن هر دو مهره شود، آنگاه بازی مساوی به پایان خواهد رسید.

## بازتاب‌ها
«آرکون» نقدها و بازتاب‌های بسیار خوبی دریافت کرد. مجله آمریکایی «سافت لاین» کلیت بازی را ستود و در مورد آن نوشت: «اگر در دنیای بازی‌های ویدئویی، بازی همانند آرکون وجود داشته باشد، ما هنوز آن را پیدا نکرده‌ایم… این بازی مانند یک آگهی در مورد توانایی‌های بازی سازی شرکت فری فال است که آن‌ها را به خوبی انجام داده.» مجله «ویدئو» این بازی را در ستون مربوط به بازی‌های آرکید خود نقد کرده و آن را یک اثر برجسته در دنیای محصولات استراتژی تولید شده دنیای بازی‌ها نامیده و در پایان اظهار داشته که هیچ نقدی نمی‌تواند نکات مثبت و زیبائی‌های این بازی را به خواننده منتقل کند. مجله «کامپیوتر گیمینگ ورلد» بازی آرکون را یک بازی خیلی خوب نامیده که دارای نقاط مثبت بسیاری است و آن را شدیداً به بازیبازان توصیه نموده‌است. این مجله در مورد نسخه آمیگا نیز اظهار داشته: «اگر شما علاقه‌مند به بازی مبارزه‌ای جذاب و استراتژی هستید، من به شما هر دو نسخه را پیشنهاد می‌کنم» (منظور نسخه اول و دوم بازی است). اورسن اسکات کارد در نقدی که بر این بازی و دو بازی دیگر الکترونیک آرتز (M.U.L.E. و Worms?) و برای ماهنامه آمریکایی «کامپیوت!» در سال ۱۹۸۳ نوشت: «آن‌ها بازی‌های اصیلی هستند و آن چیزی را که هدفشان است به خوبی انجام می‌دهند، آن‌ها اجازه می‌دهند بازیباز بخشی از دنیای خلاق بازی شود و کارهایی را انجام دهند که فقط رایانه‌ها از عهده انجامش بر می‌آیند.» این بازی جایزه نوآورانه‌ترین بازی ویدئویی را در سال ۱۹۸۴ و در مراسم پنجمین دوره «جوایز آرکی» را نیز به دست آورد (این جوایز توسط ماهنامه «الکترونک گیمز» به منتخبان اعطا می‌شد)
«لئو لاپورت» از قوانین پیچیده بازی گلایه کرده ولی در مورد بازی می‌گوید: «یک بازی بسیار خوب که توازن مناسبی بین یک بازی استراتژی و شوتم آپ برقرار می‌کند.» منتقد ماهنامه آمریکایی «بایت» بازی آرکون را یکی از بهترین بازی‌های رایانه‌ای معرفی کرد که تا حالا بازی کرده‌است و ارزش تکرار بالای آن را مورد ستایش قرار داد. «ادیسون وزلی» ناشر کتاب نرم‌افزاری آتاری در سال ۱۹۸۴ به این بازی رتبه A+ داد و نوشت: «یکی از خلاقانه‌ترین بازی‌هایی که در چند سال اخیر ساخته شده‌است… بازی گرافیک خوبی دارد و به بازیباز لذت بی پایانی می‌دهد.»
در ۱۹۸۴ میلادی خوانندگان مجله «سافت لاین» بازی آرکون را به عنوان معروف‌ترین برنامه آتاری در سال ۱۹۸۳ انتخاب کردند. در ۱۹۹۶ «کامپیوتر گیمینگ ورلد»، آرکون را جزو ۲۰ بازی برتر کل تاریخ قرار داد. این عنوان همچنین در سال ۲۰۰۳ جزو ۵۰ بازی برتر تاریخ از سوی سایت «آی جی ان» انتخاب و در مورد آن اینگونه اظهار نظر شد: «تلفیق بی نقصی از استراتژی و اکشن. هر دو نسخه رایانه و نینتندو ای اس بازی هیجان انگیز هستند، ترکیب عالی از قدرت تفکر و واکنش‌های اکشن که با افتخار جذاب‌ترین مبارزه‌های تاریخ بازی سازی را به بازیباز هدیه می‌دهد.»

## نسخه‌های بازسازی شده
شرکت «فری فال آسوشیئتز» سازنده بازی، نسخه بازسازی شده‌ای جهت سیستم عامل داس و با عنوان «آرکون: اولترا» تولید و توسط شرکت «استراتژیک سیمولیشنز» در سال ۱۹۹۴ منتشر کرد.
نسخه اصلی این بازی برای سیستم عامل پالم در سال ۲۰۰۰ بازنویسی شد که بسیار به عنوان ارجینال شباهت داشت. «کارستن ماگرکورت» طراح بازی از شرکت «امپرور استودیوز» با همکاری اعضاء شرکت «فری فال آسوشیئتز» در سال ۲۰۰۳ یک نسخه جدید که از نظر رنگ‌بندی و صدا بسیار شبیه نسخه اورجینال بود، را منتشر کرد.
نسخه بازنویسی شده دیگری از بازی با عنوان «آرکون: تکامل» توسط شرکت «Curve Software» ساخته شد. این محصول ابتدا به مرحله تست عمومی رسید ولی برای مدتی از اینترنت محو شد تا اینکه در ژانویه ۲۰۰۸ مجدداً رونمایی شد که از کد اصلی بازی (نسخه آتاری ۸ بیت و با رضایت جان فریمن) استفاده می‌کرد.
در سال ۲۰۰۸ شرکت «ری اَکت گیمز» لایسنس تولید بازی آرکون را از شرکت «فری فال آسوشیئتز» جهت ساخت بر روی پلتفرم‌های مختلف دریافت کرد و در ژوئن ۲۰۰۹ نسخه آی فون آن منتشر شد. شرکت «ری اَکت گیمز» توسط «چاد لی» که قبلاً بر روی نسخه غیرانتفاعی بازی «آرکون: تکامل» کار می‌کرد، تأسیس گردید. در سپتامبر ۲۰۰۹ «ری اَکت گیمز» ادامه‌ای برای آیفون با نام «آرکون: پیروزی» تولید کرد که یک نسخه تک نفره از دنیای آرکون بود که دارای ۴ بخش تک نفره است که هرکدام ۱۵ مرحله دارد.
بازی «آرکون: کلاسیک» برای ویندوز در ماه مه ۲۰۱۰ و توسط شرکت «ری اَکت گیمز» منتشر شد که شامل گیم پلی جدیدی بود که در نسخه اصلی وجود نداشت، از جمله پشتیبانی از چهار بازیباز، چهار سطح مختلف از هوش مصنوعی، صفحه‌های بازی متنوع جهت انتخاب، مهره‌های قابل ارتقاء در نبردها و … بازی «آرکون: کلاسیک» تا زمان حاضر نیز در سایت استیم جهت خرید وجود دارد.

## رکوردهای جهانی
در حال حاضر سایت Twin Galaxies رکوردهای سریعترین زمان پیروزی بر حریف (کامپیوتر) را منتشر کرده‌است:
http://www.twingalaxies.com/scores.php